# Zebulon (stam)

Stamgebieden in het Bijbelse Israël

De stam van Zebulon is een van de twaalf stammen van Israël, die worden genoemd in de Hebreeuwse Bijbel. Volgens het verhaal was stamvader Zebulon de zesde zoon van Jakob en zijn eerste vrouw Lea  (Genesis 30:20). Zebulon kreeg drie zonen: Sered, Elon en Jahleël (Genesis 46:14).

## Uittocht uit Egypte
Ongeveer een jaar na de uittocht uit Egypte werden de stammen van Israël geteld in de wildernis. De nakomelingen van Zebulon telde op dat moment 57.400 mannen van twintig jaar en ouder (Numeri 1:30-31). Tegen het einde van de 40 jaar durende tocht door de wildernis werd een tweede volkstelling gehouden, toen werden 60.500 mannelijke Zebulonieten van twintig jaar en ouder geteld (Numeri 26:26-27).

### In het Beloofde Land
Na de verovering van Kanaän kreeg de stam Zebulon land toegewezen in het noorden van het land, tussen de kust van de Middellandse Zee en het Meer van Tiberias (Zee van Galilea) (Jozua 19:10-16). Dit was een vervulling van Jakobs profetie op zijn sterfbed:
Zebulon, aan de zee zal hij wonen, aan zijn strand de schepen ontvangen. Zijn gebied strekt zich uit tot aan Sidon.— Genesis 49:13
Hoewel de stam klein was werd ze, samen met de stam Naftali, door de profetes en rechter Debora geprezen vanwege haar moed en strijdlust (Rechters 4:6-10; 5:14-18). Toen het Verenigd Koninkrijk Israël tijdens de regering van Salomo's zoon Rehabeam in twee koninkrijken uiteenviel, sloot de stam van Zebulon zich aan bij Jerobeam, die tien stammen verenigde onder het noordelijke koninkrijk Israël (1 Koningen 12:16-17).

### Einde
De laatste vermelding van de stam Zebulon is toen het koninkrijk Israël in 722 v.Chr. door de Assyriërs werd veroverd en ook velen van de stam Zebulon werden gedeporteerd (2 Koningen 17:1-6).